# Нилгинське сільське поселення
Ни́лгинське сільське поселення (рос. Нылгинское сельское поселение) — муніципальне утворення у складі Увинського району Удмуртії, Росія. Адміністративний центр — село Нилга.
Населення — 2823 особи (2015; 3002 в 2012, 3006 в 2010).
Голова:
- 2008–2012 — Селюгіна Валентина Василівна
- 2012 - 2016 — Селюгіна Валентина Василівна

## Склад
До складу поселення входять такі населені пункти:
| Населений пункт      | Населення, осіб (2010) | Населення, осіб (2012) |
| -------------------- | ---------------------- | ---------------------- |
| Багай, присілок      | 2                      | 3                      |
| Березовка, присілок  | 49                     | 52                     |
| Кочур, присілок      | 49                     | 50                     |
| Мала Жик'я, присілок | 21                     | 24                     |
| Мульшур, присілок    | 174                    | 174                    |
| Нилга, село          | 2710                   | 2698                   |
| Точкогурт, присілок  | 1                      | 1                      |

У поселенні діють школа, 3 садочки, Будинок творчості, дитячий будинок, бібліотека, 2 клуби, 3 ФАПи, дільнича лікарня. Серед промислових підприємств працюють ТОВ «Лодос», ТОВ «Уралметалсервіс» та СПК «Нилга».